# Список журналов Белорусской ССР
Все журналы издавались в городе Минск.
| Название                                                                                  | Название в переводе                                                                       | Подзаголовок | Ответственный                                                       | Издательство                  | Годы издания | Периодичность                           | Язык                                                                        | ISSN      | Примечание                                                          |
| ----------------------------------------------------------------------------------------- | ----------------------------------------------------------------------------------------- | --- | ------------------------------------------------------------------- | ----------------------------- | ------------ | --------------------------------------- | --------------------------------------------------------------------------- | --------- | ------------------------------------------------------------------- |
| Беларусь; ← Чырвоная Беларусь                                                             | Белоруссия; ← Красная Белоруссия                                                          | Ежемесячный общественно-политический и литературно-художественный журнал. Орган Союза писателей БССР | —                                                                   | Полымя                        | 1930—        | 1 раз в месяц                           | белорусский                                                                 | 0320-7544 |                                                                     |
| Бярозка                                                                                   | Берёзка                                                                                   | Ежемесячный детский журнал ЦК ЛКСМ Белоруссии и Республиканского совета Пионерской организации им. В. И. Ленина | —                                                                   | Издательство ЦК КП Белоруссии | 1924—        | 1 раз в месяц                           | белорусский                                                                 | 0320-7579 |                                                                     |
| Вестник Белорусского государственного университета им. В. И. Ленина                       | Вестник Белорусского государственного университета им. В. И. Ленина                       | [б. п.] |                                                                     |                               | 1969—        |                                         | русский                                                                     |           |                                                                     |
| Вожык                                                                                     | Ёж                                                                                        | [б. п.] | —                                                                   | Издательство ЦК КП Белоруссии | 1941—        | 2 раза в месяц                          | белорусский                                                                 | 0132-5957 |                                                                     |
| Вясёлка                                                                                   | Радуга                                                                                    | Ежемесячный детский журнал ЦК ЛКСМБ и Белорусского республиканского совета Пионерской организации им. В. И. Ленина | —                                                                   | Издательство ЦК КП Белоруссии | 1957—        | 1 раз в месяц                           | белорусский                                                                 | 0131-8128 |                                                                     |
| Дифференциальные уравнения                                                                | Дифференциальные уравнения                                                                | Всесоюзный ежемесячный научно-теоретический журнал; ← Всесоюзный ежемесячный журнал | —                                                                   | Наука и техника               | 1965—        | 1 раз в месяц                           | русский                                                                     | 0374-0641 |                                                                     |
| Доклады Академии наук БССР = Doklady of the Academy of Sciences of the BSSR               | Доклады Академии наук БССР = Doklady of the Academy of Sciences of the BSSR               | [б. п.] | —                                                                   | Наука и техника               | 1957—        | 1 раз в месяц                           | русский, резюме на английском                                               | 0002-354X |                                                                     |
| Журнал прикладной спектроскопии = Journal of Applied Spectroscopy                         | Журнал прикладной спектроскопии = Journal of Applied Spectroscopy                         | Всесоюзный научный журнал прикладной спектроскопии | —                                                                   | Наука и техника               | 1964—        | 1 раз в год 2 тома по 6 выпусков в томе | русский, резюме на английском                                               | 0514-7506 |                                                                     |
| Здравоохранение Белоруссии                                                                | Здравоохранение Белоруссии                                                                | Научно-практический ежемесячный журнал. Орган Министерства здравоохранения БССР | —                                                                   | Полымя                        | 1924—        | 1 раз в месяц                           | русский, резюме на английском                                               | 0044-1961 |                                                                     |
| Известия Академии наук БССР = Весці Акадэміі навук БССР. Серия биологических наук         | Известия Академии наук БССР = Весці Акадэміі навук БССР. Серия биологических наук         | [б. п.] | —                                                                   | Наука и техника               | 1956—        | 1 раз в 2 месяца                        | белорусский, русский, резюме на английском                                  | 0002-3558 |                                                                     |
| Известия Академии наук БССР = Весці Акадэміі навук БССР. Серия общественных наук          | Известия Академии наук БССР = Весці Акадэміі навук БССР. Серия общественных наук          | [б. п.] | —                                                                   | Наука и техника               | 1956—        | 1 раз в 2 месяца                        | белорусский, резюме на английском, русском                                  | 0321-1649 |                                                                     |
| Известия Академии наук БССР = Весці Акадэміі навук БССР. Серия сельскохозяйственных наук  | Известия Академии наук БССР = Весці Акадэміі навук БССР. Серия сельскохозяйственных наук  | [б. п.] | —                                                                   | Наука и техника               | 1963—        | 1 раз в квартал                         | белорусский, русский, резюме на английском                                  | 0321-1657 |                                                                     |
| Известия Академии наук БССР = Весці Акадэміі навук БССР. Серия физико-математических наук | Известия Академии наук БССР = Весці Акадэміі навук БССР. Серия физико-математических наук | [б. п.] | —                                                                   | Наука и техника               | 1965—        | 1 раз в 2 месяца                        | белорусский, русский, резюме на английском                                  | 0002-3574 |                                                                     |
| Известия Академии наук БССР = Весці Акадэміі навук БССР. Серия физико-технических наук    | Известия Академии наук БССР = Весці Акадэміі навук БССР. Серия физико-технических наук    | [б. п.] | —                                                                   | Наука и техника               | 1956—        | 1 раз в квартал                         | белорусский, русский, резюме на английском; ← русский, резюме на английском | 0002-3566 |                                                                     |
| Известия Академии наук БССР = Весці Акадэміі навук БССР. Серия физико-энергетических наук | Известия Академии наук БССР = Весці Акадэміі навук БССР. Серия физико-энергетических наук | [б. п.] | —                                                                   | Наука и техника               | 1968—        | 1 раз в квартал                         | русский, резюме на английском                                               | 0374-4760 |                                                                     |
| Известия Академии наук БССР = Весці Акадэміі навук БССР. Серия химических наук            | Известия Академии наук БССР = Весці Акадэміі навук БССР. Серия химических наук            | [б. п.] | —                                                                   | Наука и техника               | 1965—        | 1 раз в 2 месяца                        | белорусский, русский, резюме на английском                                  | 0002-3590 |                                                                     |
| Известия высших учебных заведений. Энергетика                                             | Известия высших учебных заведений. Энергетика                                             | Ежемесячный научно-технический журнал | Белорусский политехнический институт                                | [б. и.]                       | 1958—        | 1 раз в месяц                           | русский                                                                     | 0579-2983 |                                                                     |
| Инженерно-физический журнал = Journal of Engineering Physics                              | Инженерно-физический журнал = Journal of Engineering Physics                              | Всесоюзный ежемесячный | Государственный комитет СССР по науке и технике, Академия наук БССР | Наука и техника               | 1958—        | 1 раз в год 2 тома по 6 выпусков в томе | русский                                                                     | 0021-0285 |                                                                     |
| Коммунист Белоруссии                                                                      | Коммунист Белоруссии                                                                      | Теоретический и политический журнал ЦК КП Белоруссии | —                                                                   | Издательство ЦК КП Белоруссии | 1922—        | 1 раз в месяц                           | русский                                                                     | 0023-3102 |                                                                     |
| Маладосць                                                                                 | Молодость                                                                                 | Ежемесячный литературно-художественный и общественно-политический иллюстрированный журнал. Орган ЦК ЛКСМБ и Союза писателей Белоруссии | —                                                                   | Издательство ЦК КП Белоруссии | 1953—        | 1 раз в месяц                           | белорусский                                                                 | 0131-2308 |                                                                     |
| Мастацтва Беларусі                                                                        | Искусство Белоруссии                                                                      | Ежемесячный общественно-политический, и научно-популярный иллюстрированный журнал. Орган Министерства культуры БССР, Государственного комитета БССР по кинематографии, Союза художников БССР, Союза композиторов БССР, Союза кинематографистов БССР, Белорусского театрального объединения                        | —                                                                   | Полымя                        | 1983—        | 1 раз в месяц                           | белорусский                                                                 | 0208-2551 |                                                                     |
| Народная асвета = Народное просвещение; ← Просвещение = Асвета                            | Народная асвета = Народное просвещение; ← Просвещение = Асвета                            | Ежемесячный научно-педагогический журнал. Орган Министерства просвещения БССР | —                                                                   | Полымя                        | 1924—        | 1 раз в месяц                           | белорусский, русский                                                        | 0130-6979 |                                                                     |
| Народное хозяйство Белоруссии                                                             | Народное хозяйство Белоруссии                                                             | Ежемесячный массовый производственно-экономический журнал Государственного планового комитета БССР и Белорусского республиканского совета профсоюзов | —                                                                   | Полымя                        | 1984—        | 1 раз в месяц                           | русский                                                                     | 0233-7088 | С 1984 года сменился журналом «Промышленность Белоруссии».          |
| Нёман                                                                                     | Неман                                                                                     | Ежемесячный литературно-художественный и общественно-политический журнал. Орган Союза писателей БССР | —                                                                   | Полымя                        | 1952—        | 1 раз в месяц                           | белорусский                                                                 | 0130-7517 |                                                                     |
| Парус; ← Рабочая смена                                                                    | Парус; ← Рабочая смена                                                                    | Общественно-политический и литературно-художественный иллюстрированный журнал ЦК ВЛКСМ и Государственного комитета СССР по профессионально-техническому образованию | —                                                                   | Полымя                        | 1972—        | 1 раз в месяц                           | русский                                                                     | 0131-8063 | С 1972 по 1986 издавался как бюллетень, с 1986, № 1 (май) — журнал. |
| Политинформатор и агитатор                                                                | Политинформатор и агитатор                                                                | Журнал ЦК КП Белоруссии | —                                                                   | Издательство ЦК КП Белоруссии | 1932—        | 2 раза в месяц                          | русский                                                                     | 0130-8254 |                                                                     |
| Полымя                                                                                    | Пламя                                                                                     | Ежемесячный литературно-художественный и общественно-политический журнал. Орган Союза писателей БССР | —                                                                   | Полымя                        | 1922—        | 1 раз в месяц                           | белорусский                                                                 | 0130-8068 |                                                                     |
| Промышленность Белоруссии                                                                 | Промышленность Белоруссии                                                                 | Ежемесячный иллюстрированный научно-производственный журнал. Орган Государственного планового комитета БССР, Белорусского республиканского совета профсоюзов и Белорусского республиканского совета НТО | —                                                                   | Полымя                        | 1958—1984    | 1 раз в месяц                           | русский                                                                     | 0033-1171 | Сменил журнал «Народное хозяйство Белоруссии».                      |
| Работница і селянка                                                                       | Работница и крестьянка                                                                    | Ежемесячный общественно-политический и литературно-художественный журнал. Издание ЦК КП Белоруссии | —                                                                   | Издательство ЦК КП Белоруссии | 1924—        | 1 раз в месяц                           | белорусский                                                                 | 0131-8055 | Приложение: вкладка-выкройка                                        |
| Родная прырода                                                                            | Родная природа                                                                            | Иллюстрированный научно-популярный журнал Государственного комитета БССР по охране природы, президиумов республиканских советов Белорусских обществ охраны природы, охотников и рыболовов, Научного совета по проблемам биосферы Академии наук БССР, Белорусского республиканского совета по туризму и экскурсиям | —                                                                   | Полымя                        | 1972—        | 1 раз в 2 месяца                        | белорусский                                                                 | 0131-8128 |                                                                     |
| Сельское хозяйство Белоруссии                                                             | Сельское хозяйство Белоруссии                                                             | Ежемесячный массовый производственный журнал Министерства сельского хозяйства БССР, Министерства мелиорации и водного хозяйства БССР, Министерства заготовок БССР, Государственного комитета БССР по производственно-техническому обеспечению сельского хозяйства Белкоопсоюза                                    | —                                                                   | Полымя                        | 1925—        | 1 раз в месяц                           | русский                                                                     | 0131-6311 |                                                                     |
| Трение и износ = Friction and Wear                                                        | Трение и износ = Friction and Wear                                                        | Всесоюзный научно-теоретический журнал; ← Всесоюзный журнал | Академия наук СССР, Академия наук БССР                              | Наука и техника               | 1980—        | 1 раз в 2 месяца                        | русский, резюме на английском                                               | 0202-4977 |                                                                     |